# Alcyonium altum
Alcyonium altum är en korallart som beskrevs av Tixier-Durivault 1955. Alcyonium altum ingår i släktet Alcyonium och familjen läderkoraller. Inga underarter finns listade i Catalogue of Life.